# Тождественное отображение
Тожде́ственное отображе́ние  — функция, переводящая аргумент в себя. Обычно обозначается символом {\displaystyle \mathrm {id} } или {\displaystyle \mathrm {id} _{X}}. При этом {\displaystyle \mathrm {id} _{X}(x)=x} для любого {\displaystyle x\in X}.
В логике используются термины тождественность и идентичность.
Логическим результатом функции идентичности является тавтология.

## Свойства
- Для произвольной функции {\displaystyle F\colon X\to Y} её композиция с тождественным отображением не отличается от неё самой:

- {\displaystyle F\circ \mathrm {id} _{X}=F},
- {\displaystyle \mathrm {id} _{Y}\circ F=F}.

В частности, {\displaystyle \mathrm {id} _{X}} является нейтральным элементом моноида, образованного отображениями из {\displaystyle X} в {\displaystyle X}, а также нейтральным элементом симметрической группы перестановок множества {\displaystyle X}.
- Композиция биекции {\displaystyle F\colon X\to Y} со своей обратной функцией {\displaystyle F^{-1}} даёт тождественные отображения:
  - {\displaystyle F\circ F^{-1}=\mathrm {id} _{Y}},
  - {\displaystyle F^{-1}\circ F=\mathrm {id} _{X}}.

- В логике, идентичность является обратной функцией отрицания.